# 일라이자 둘리틀
일라이자 둘리틀(Eliza Doolittle, 1988년 4월 15일 ~ )은 잉글랜드의 싱어송라이터이다.